# Хмелевое (Курская область)
Хмелевое — село в Фатежском районе Курской области России. Входит в состав Молотычевского сельсовета. Население — 548 человек (2010 год).

## География
Расположено на северо-востоке района, в верховьях речки Гниловодчик (правый приток реки Усожа), находится в 36 км от райцентра Фатеж, высота над уровнем моря 225 м. Ближайший населённый пункт — практически примыкющее с юго-запада Сотниково.
Климат
Хмелевое, как и весь район, расположено в поясе умеренно континентального климата с тёплым летом и относительно тёплой зимой (Dfb в классификации Кёппена).
| Показатель                                                                      | Янв. | Фев. | Март | Апр. | Май  | Июнь | Июль | Авг. | Сен. | Окт. | Нояб. | Дек. | Год  |
| ------------------------------------------------------------------------------- | ---- | ---- | ---- | ---- | ---- | ---- | ---- | ---- | ---- | ---- | ----- | ---- | ---- |
| Средний суточный максимум, °C                                                   | −4,6 | −3,7 | 2    | 12,4 | 18,9 | 22,1 | 24,8 | 24   | 17,6 | 10   | 2,9   | −1,6 | 10,4 |
| Средняя температура, °C                                                         | −6,6 | −6,2 | −1,5 | 7,6  | 14,3 | 17,9 | 20,5 | 19,5 | 13,5 | 6,8  | 0,8   | −3,5 | 6,9  |
| Средний суточный минимум, °C                                                    | −9,1 | −9,2 | −5,5 | 2,2  | 8,7  | 12,6 | 15,5 | 14,5 | 9,4  | 3,6  | −1,5  | −5,7 | 3,0  |
| Норма осадков, мм                                                               | 52   | 45   | 46   | 51   | 62   | 75   | 79   | 59   | 62   | 60   | 48    | 50   | 689  |
| Источник: Погода по месяцам c ru.climate-data.org(дата обращения: Октябрь 2021) |      |      |      |      |      |      |      |      |      |      |       |      |      |

Часовой пояс
Село Хмелевое, как и вся Курская область, находится в часовой зоне МСК (московское время). Смещение применяемого времени относительно UTC составляет +3:00.

## История
Деревня Хмелевое упоминается в Отказных книгах Усожского стана Курского уезда с 1635 года.
До присоединения к Молотычевскому сельсовету в 2010 году было центром Хмелевского сельсовета.

## Инфраструктура
В селе действует сельхозпредприятие ООО «Дейра», МКОУ «Хмелевская средняя общеобразовательная школа», церковь Архангела Михаила, Дом культуры, библиотека. В селе 569 дома.

## Транспорт
Хмелевое находится в 11 км от автодороги федерального значения М2 «Крым» (Москва — Тула — Орёл — Курск — Белгород — граница с Украиной) как часть европейского маршрута E105, в 3 км от автодороги регионального значения 38К-002 (Верхний Любаж — Поныри), на автодорогe межмуниципального значения 38Н-039 (38К-002 — Хмелевое), в 17 км от ближайшей ж/д станции Возы (линия Орёл — Курск).
В 174 км от аэропорта имени В. Г. Шухова (недалеко от Белгорода).

## Население
| 2002 | 2010 |
| ---- | ---- |
| 801  | ↘548 |

## Персоналии
- Бараковский, Степан Семёнович (1914—?) — советский работник строительной отрасли, Герой Социалистического Труда (1966).